# Platyhedylidae
Platyhedylidae is een familie van weekdieren uit de klasse van de Gastropoda (slakken).

## Geslachten
- Gascoignella Jensen, 1985
- Platyhedyle Salvini-Plawen, 1973